# Cristália
Cristália là một đô thị thuộc bang Minas Gerais, Brasil. Đô thị này có diện tích 840,673 km², dân số năm 2007 là 5731 người, mật độ 7,2 người/km².